# بارياصورات قزمة

البارياصورات القزمة (التسمية الثنائية:†Pumiliopareiasauria) هي فصيلة منقرضة من البارياصورات نظيرة الزواحف.